# Alfabeto arabo bielorusso
L'alfabeto arabo bielorusso si basava sull'alfabeto arabo e venne creato nel XVI secolo (o forse nel XV) per trascrivere la lingua bielorussa. Esso consisteva di 28 grafemi, alcuni dei quali aggiunti per trascrivere fonemi caratteristici della lingua bielorussa non presenti in quella araba.
L'alfabeto venne adoperato dai tatari di Lipka, che si stabilirono nei territori dell'attuale Bielorussia. Tra il XIV e il XVI secolo questi abbandonarono la loro lingua per quella bielorussa, trascrivendola in alfabeto arabo. Le opere letterarie in questo alfabeto sono note come Kitab (in bielorusso Кітаб), parola che in arabo sta per "libro".

## Grafemi aggiuntivi
- Per i suoni /ʒ/ (ж), /tʃ/ (ч) e /p/ (п), assenti nella lingua araba, furono utilizzati i seguenti grafemi persiani:

- Per scrivere i suoni /ts/ (ц) e /dz/ (дз), furono inventati ex novo i seguenti grafemi:

- I suoni /w/ (ў) e /v/ (в) vennero entrambi rappresentati con lo stesso grafema:

## Confronto con altri alfabeti
| Cirillico | Latino   | Arabo |
| Б, б      | B, b     | ب     |
| Ц, ц      | C, c     | ࢯ     |
| Ч, ч      | Č, č     | چ     |
| Х, х      | Ch, ch   | ح     |
| Д, д      | D, d     | د     |
| ДЖ, дж    | Dž, dž   | ج     |
| Ф, ф      | F, f     | ف     |
| Ґ, ґ      | G, g     | غ     |
| Г, г      | H, h     | ه     |
| Й, й      | J, j     | ى     |
| К, к      | K, k     | ق     |
| Л, л      | L, l     | ل     |
| М, м      | M, m     | م     |
| Н, н      | N, n     | ن     |
| П, п      | P, p     | پ     |
| Р, р      | R, r     | ر     |
| С, с      | S, s     | ص     |
| Ш, ш      | Š, š     | ش     |
| Т, т      | T, t     | ط     |
| Ў, ў      | Ŭŭ       | و     |
| В, в      | Vv       | و     |
| З, з      | Zz       | ض     |
| Ж, ж      | Žž       | ژ     |
| ЦЬ, ць    | Cc       | س     |
| ДЗЬ, дзь  | Dz', dz' | ࢮ     |
| ЛЬ, ль    | L', l'   | ل     |
| НЬ, нь    | N', n'   | ن     |
| СЬ, сь    | S', s'   | ث     |
| ЗЬ, зь    | Z', z'   | ز     |
| ТЬ, ть    | T', tj   | ت     |
| КЬ, кь    | K', k'   | ك     |
| '         | -        | ع     |
| Ь, ь      | '        | -     |